# Powhatan (Louisiane)
Powhatan est un village de la paroisse des Natchitoches, dans l'État de Louisiane, aux États-Unis,. En 2020, il compte une population de 101 habitants.

## Démographie
Lors du recensement de 2010, le village comptait une population de 135 habitants, tandis qu'en 2020, elle s'élève à 101 habitants.